# FK Utenos Utenis
FK Utenos Utenis is een Litouwse voetbalclub uit Utena. 
De club werd in 1933 opgericht en speelt haar wedstrijden in het Utenio stadionas dat plaats biedt aan 3.000 toeschouwers. Tussen 1940 en 1946 was de club vanwege de Tweede Wereldoorlog ontbonden. Er werd onder meerdere namen gespeeld en in 1965 werd de naam Utenis weer aangenomen. In 2013 werd vanuit de gemeente met hulp van investeerders een semi-profclub gestart. In 2014 promoveerde Utenis naar de A Lyga. Na het seizoen 2017 kende de club financiële problemen en vroeg geen licentie aan voor de A Lyga. De club ging verder in de 1 Lyga. Begin 2019 trok de club zich terug voor deelname aan de 1 Lyga en ging verder in de II Lyga.

## Historische namen
- 1933 – Utenis Utena
- 1946 – Žalgiris Utena
- 1948 – Vienybė Utena
- 1948 – Žalgiris Utena
- 1955 – Spartakas Utena
- 1957 – Nemunas Utena
- 1965 – FK Utenis Utena

## Seizoen na seizoen
| Seizoen | Niveau | Liga                | Plaats | Webplaats |
| ------- | ------ | ------------------- | ------ | --------- |
| 2014    | 2.     | Pirma lyga          | 3.     | [ 1 ]     |
| 2015    | 1.     | A lyga              | 6.     | [ 2 ]     |
| 2016    | 1.     | A lyga              | 7.     | [ 3 ]     |
| 2017    | 1.     | A lyga              | 5.     | [ 4 ]     |
| 2018    | 2.     | Pirma lyga          | 8.     | [ 5 ]     |
| 2019    | 3.     | Antra lyga (Pietūs) | 11.    | [ 6 ]     |
| 2020    | 3.     | Antra lyga (Pietūs) | 12.    |           |
| 2021    | 3.     | Antra lyga          | 14.    |           |
| 2022    | 3.     | Antra lyga          | 11.    |           |
| 2023    | X.     | X.                  | X.     |           |